# 拉林副都統
拉林副都统是清朝在今黑龙江省五常县拉林镇设立的正二品副都统官职。隶属吉林将军。

## 历史
雍正三年（1725年），于拉林地区设协领一员，副协领一员。
乾隆九年（1744年）设立拉林副都统衙门。原阿勒楚喀佐领为拉林右翼协领，增设拉林左翼协领。乾隆二十一年（1756年）分出阿勒楚喀副都统辖区。
乾隆三十四年（1774年）裁撤拉林副都统，辖区划归阿勒楚喀副都统。